# Памятники партизанскому движению на Долгоруковской яйле
Памятники партизанскому движению на Долгоруковской яйле — список памятников, памятных знаков, обустроенных могил и иных мемориальных объектов в память о партизанском движении в Крыму в годы Великой Отечественной войны на территории Долгоруковской яйлы, в Симферопольском и Белогорском районах Крыма.

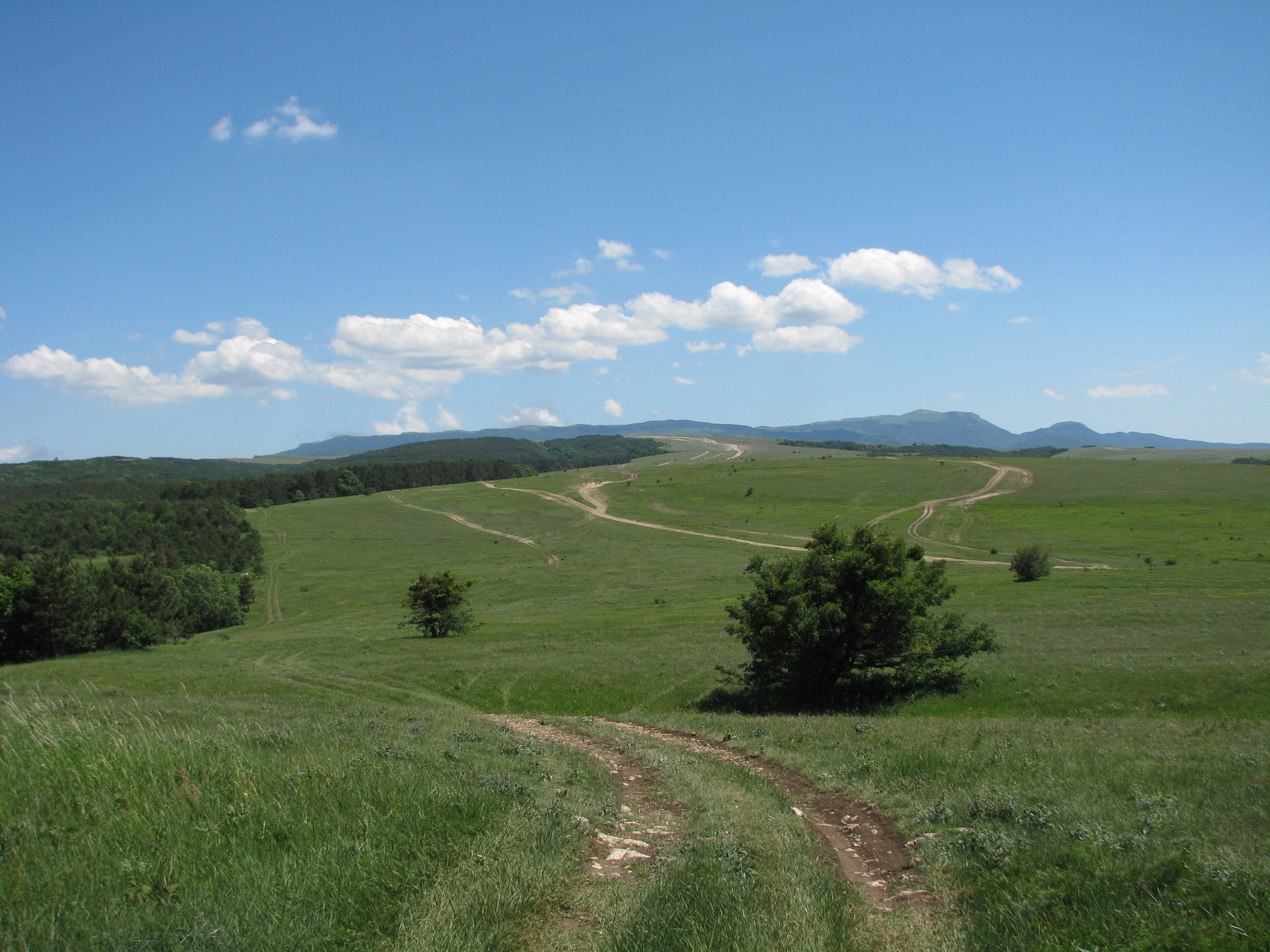
Долгоруковская яйла, вид с севера

Принцип построения списка географический — объекты перечислены с севера на юг Долгоруковской яйлы и с запада на восток. Часть объектов списка находятся на ближних границах яйлы, в основном на границе с долиной реки Бурульчи и на границе с Тырке-яйлой. Тот факт, что для построения списка выбран географический регион, а не административная единица связан с исторической общностью всех мемориалов на местах упорных боёв 1942, 1943 и 1944 года на Долгоруковской яйле, что находит отражение в литературе.
Отличительной особенностью мест действий партизанского движения Крыма является то, что во времена СССР, на Украине и в России памятники партизанам устанавливали как органы государственной власти, так и предприятия, объединения ветеранов, трудовые коллективы, комсомольские и молодёжные организации, семьи и даже отдельные лица. Вне зависимости от их происхождения и уровня художественного исполнения многие из этих памятников были впоследствии признаны государством объектами культурного наследия. Процесс создания новых памятников не прекращается и до настоящего времени.

## Легенда
Ссылки на источники информации для каждой строки таблицы списка и комментариев, приведённых к соответствующим строкам, сгруппированы и располагаются в столбце Примечания.
Таблица:
- Фото — актуальное изображение объекта, если особо не указано иное.
- Наименование — название памятника в документах охранных организаций и дополнительно, при наличии, краткие или народные названия.
- Описание — время создания, автор или коллектив авторов, конструктивное решение, мемориальные надписи, особые сведения о состоянии.
- Охранный статус — номер и дата решения органов власти о присвоении охранного статуса, ссылка на ЕГРОНК.
- Координаты — географическая привязка объекта.
- Источники — примечания и ссылки.

## Список памятников
| Фото                 | Название                                                                                                 | Описание | Охранный статус | Координаты                      | Ист.          |
| -------------------- | --- | --- | --- | ------------------------------- | ------------- |
| До разрушения        | Памятная стела на горе Коль-Баир, высота 818                                                             | В память партизан Северного соединения. Надпись на памятнике: «Остановись путник, прочти и запомни. Ты вступаешь на священную землю обильно политую кровью партизан Северного соединения Крыма. 1941—1944 г.г.». В августе 2019 года памятник был разрушен вандалами. Восстановлен в несколько ином исполнении с оригинальным текстом. | Выявленный объект культурного наследия. Взят на учёт приказом Комитета по охране культурного наследия АР Крым от 16.01.2006 № 1. | 44°53′08″ с. ш. 34°20′16″ в. д. | [ 8 ] [ 9 ]   |
|                      | Памятный знак в честь партизан 1-й бригады, погибшим в ноябре 1943 года                                  | Установлен в 1976 году комсомольцами завода телевизоров «Фотон». Стела из грубо обработанного природного камня, сужающаяся к низу установлена на возвышении, сложенном из необработанных камней. На лицевой стороне в верхней части изображена пятиконечная звезда с двумя удлиненными лучами, ниже звезды надпись: «Люди подвига крымские партизаны пали смертью храбрых в боях за Родину 16-27 ноября 1943 г.». Приведен список фамилий. | Выявленный объект культурного наследия. Взят на учёт приказом Комитета по охране культурного наследия АР Крым от 16.01.2006 № 1. С 20 декабря 2016 года Объект культурного наследия народов РФ регионального значения. Рег. № 911710873400005 (ЕГРОКН) | 44°53′40″ с. ш. 34°21′20″ в. д. | [ 6 ] [ 10 ]  |
|                      | Памятник на месте Иваненковского аэродрома и памятник на месте гибели Кущенко А. И.                      | Памятник установлен силами комсомольцев Симферопольского авиапредприятия. Макет самолёта ЛИ-2 на взлёте на ажурной ферме поддерживается стилизованной бетонной ладонью. Надпись «Здесь с августа 1943 по апрель 1944 г. действовал Иваненковский аэродром, через который шло снабжение и пополнение партизан Крыма, эвакуация раненых и мирного населения. На эту площадку в ноябре 1943 г. была доставлена партизанская артиллерия: 76 мм пушки и отдельная горная батарея реактивных установок „М-8“. На аэродром выполняли посадки самолёты Ли-2, Р-5 и У-2.». Рядом плита из природного камня, надпись: «Кущенко А. И. 1910 г.р. комиссар 19-го партизанского отряда трагически погиб 18 ноября 1943 г.» | Выявленный объект культурного наследия. Взят на учёт приказом Комитета по охране культурного наследия АР Крым от 16.01.2006 № 1. Объект культурного наследия народов РФ регионального значения. Рег. № 911710919460005 (ЕГРОКН)                        | 44°54′06″ с. ш. 34°20′45″ в. д. | [ 11 ] [ 12 ] |
|                      | Памятный знак на месте командного пункта 18-го партизанского отряда                                      | Памятный знак установлен в 1983 году комсомольцами Симферопольского домостроительного комбината. Звезда на бетонном основании. Надпись «Здесь находился командный пункт 18-го партизанского отряда. Командир отряда Воднев А. Комиссар Клемпарский Н.» | Выявленный объект культурного наследия. Взят на учёт приказом Комитета по охране культурного наследия АР Крым от 16.01.2006 № 1. Объект культурного наследия народов РФ регионального значения. Рег. № 911710919470005 (ЕГРОКН)                        | 44°53′29″ с. ш. 34°22′59″ в. д. | [ 14 ] [ 15 ] |
|                      | Памятный знак на месте стоянки 18-го партизанского отряда                                                | Памятный знак был установлен 1983 году комсомольцами Симферопольского домостроительного комбината. Стилизованный костёр установлен на бетонное прямоугольное основание. Памятная табличка с текстом: « Стоянка 18-го партизанского отряда. Ноябрь 1943 — апрель 1944» | Выявленный объект культурного наследия. Взят на учёт приказом Комитета по охране культурного наследия АР Крым от 16.01.2006 № 1. | 44°53′29″ с. ш. 34°23′00″ в. д. | [ 6 ]         |
|                      | Памятный знак на месте гибели командира партизанской группы Лещенко П. С. 21 ноября 1942 г.              | Памятный знак был установлен 2002 году. Представляет собой прямоугольную стелу из природного камня, установленную на бетонное прямоугольное основание. Мемориальная доска из натурального камня с текстом: «Лещенко П. С. Командир группы. Героически погиб 21 ноября 1942 г.». | Выявленный объект культурного наследия. Взят на учёт приказом Комитета по охране культурного наследия АР Крым от 16.01.2006 № 1. Объект культурного наследия народов РФ регионального значения. Рег. № 911710919480005 (ЕГРОКН)                        | 44°53′35″ с. ш. 34°23′19″ в. д. | [ 6 ]         |
|                      | Памятный знак Партизанский военкомат                                                                     | Развалины здания 3-й лесной казармы. Четырёхгранный обелиск с табличкой «Партизанский военкомат. Здесь в 1943 году была сформирована Первая партизанская бригада» | Нет данных | 44°53′35″ с. ш. 34°23′26″ в. д. | [ 17 ]        |
|                      | Памятный знак «Партизанский родник», родник Чеклеук-Чокрак                                               | Дата сооружения знака 1965 год. Установлен комсомольцами СКБ завода «Фиолент». К северу от высоты 884 (Курган Славы) в верховье балки, впадающей в реку Бурульча, находится родник Чеклеук-Чокрак. Место, рядом с родником, было «обжито» партизанами с самого начала партизанской борьбы в Крыму. На вертикальной плите барельеф партизана в папахе. Каптаж выливается в чашу в виде сложенных ладоней. Надпись: «Глотка живой воды его хватало им на подвиги немеркнущей славы. Припади, но не губами только, а сердцем!» | Выявленный объект культурного наследия. Взят на учёт приказом Комитета по охране культурного наследия АР Крым от 16.01.2006 № 1. С 20 декабря 2016 года Объект культурного наследия народов РФ регионального значения. Рег. № 911710919440005 (ЕГРОКН) | 44°53′32″ с. ш. 34°23′09″ в. д. | [ 6 ] [ 19 ]  |
|                      | Памятный знак на месте стоянки группы Илюхина Ф. Т. «Верного»                                            | В 1967 году на месте стоянки комсомольцами завода «Сантехпром» был установлен памятный знак. Он представляет собой вертикально установленную необработанную каменную глыбу. На лицевой поверхности укреплена мемориальная доска с текстом: «Место стоянки армейских разведчиков группы „Верного“ (Илюхин Ф. Т.). декабрь 1943 года». | Выявленный объект культурного наследия. Взят на учёт приказом Комитета по охране культурного наследия АР Крым от 16.01.2006 № 1. Объект культурного наследия народов РФ регионального значения. Рег. № 911710919490005 (ЕГРОКН)                        | 44°53′35″ с. ш. 34°23′18″ в. д. | [ 6 ]         |
|                      | Курган Славы, высота 884                                                                                 | С 1960-х годов ветераны, поисковики, туристы приносили на место сражения камни. Таким образом выросла пирамида, лёгшая в основу Кургана Славы. В создании принимали участие в том числе студенты Симферопольского автотранспортного техникума. 27 августа 1967 года к 25-летию боёв 1942 года мемориал был торжественно открыт. На памятнике неоднократно проводились изменения: в 1967 году на плитах список из 35 фамилий, в 1990 году плиты со списками заменены на металлические, список дополнен до 96 фамилий, в 2000 году проведена реконструкция памятника, список дополнен до 187 фамилий. Габаритные размеры кургана: высота — 9 м, диаметр основания — 40 м. Слева от лестницы на бетонных плитах установлены 4 мемориальные доски: Текст на доске № 1 «Никто не забыт», на доске № 2 «Ничто не забыто», на доске № 3 «Курган „Славы“ сооружен в память о героически погибших крымских партизанах в борьбе с немецко-фашистскими захватчиками 1941—1942 г.г.», на доске № 4 «Насыпают курган без ковша, без лопат, он с могилки солдатской по горсточке взят, по слезинке у вдов, по кровинке из ран, а смотрите какой вырастает курган». | Выявленный объект культурного наследия. Взят на учёт приказом Комитета по охране культурного наследия АР Крым от 16.01.2006 № 1. Объект культурного наследия народов РФ регионального значения. Рег. № 911710873390005 (ЕГРОКН)                        | 44°53′15″ с. ш. 34°23′03″ в. д. | [ 6 ]         |
| После восстановления | Памятный знак Куртсеитову Сейдали                                                                        | Установлен 1975 году комсомольцами завода телевизоров «Фотон». Реставрирован в августе 1987 года. Памятный знак представляет собой бетонное прямоугольное основание, на котором вертикально установлена каменная плита с надписью, в верхней части плиты выбита пятиконечная звезда, в левом нижнем углу на камне портрет С. Куртсеитова. Текст: «Здесь зверски замучен фашистами 29. 1.1944 г. Командир 1-й группы 18-го партизанского отряда Куртсеитов С.». Подвергался разрушению вандалами. | Выявленный объект культурного наследия. Взят на учёт приказом Комитета по охране культурного наследия АР Крым от 16.01.2006 № 1. Объект культурного наследия народов РФ регионального значения. Рег. № 911710919520005 (ЕГРОКН)                        | 44°53′17″ с. ш. 34°23′13″ в. д. | [ 6 ]         |
|                      | Памятный знак бойцам отряда «Смерть фашизму»                                                             | Сооружен в урочище Колан-Баир, на лесной поляне, комсомольцами монтажного участка № 3 Симферопольского домостроительного комбината в 1980 году. Представляет собой пятиконечную звезду в обрамлении лавровых ветвей, которая установлена на ступенчатом основании. Установлена табличка с текстом: «Остановись…Оглянись…Задумайся… Ты на Колан-Баире. Здесь шли бои за каждый метр. Бойцам отряда „Смерть фашизму“. Благодарные потомки». | Выявленный объект культурного наследия. Взят на учёт приказом Комитета по охране культурного наследия АР Крым от 16.01.2006 № 1. С 20 декабря 2016 года Объект культурного наследия народов РФ регионального значения. Рег. № 911710873320005 (ЕГРОКН) | 44°53′04″ с. ш. 34°23′10″ в. д. | [ 6 ]         |
| До повреждения       | Памятник «Чайке» — Л. Д. Крыловой                                                                        | Памятник установлен комсомольцами завода «Продмаш» им. Куйбышева. Металлическая тумба с силуэтом парящей чайки на вершине. Табличка с текстом: «Крылова Людмила Дмитриевна „Чайка“. Командир партизанской диверсионной группы. 1941—1943.». Подвергался повреждению вандалами. | Выявленный объект культурного наследия. Взят на учёт приказом Комитета по охране культурного наследия АР Крым от 16.01.2006 № 1. | 44°52′57″ с. ш. 34°23′09″ в. д. | [ 21 ]        |
|                      | Памятный знак партизанам-артиллеристам «Партизанская катюша»                                             | Монумент сооружен комсомольцами и молодежью Симферопольского автотранспортного техникума в 1971 году. Памятный знак представляет собой прямоугольную бетонную плиту на которой установлены под наклоном пять металлических двутавровых конструкций — направляющие для установки реактивных снарядов, стела из натурального камня с обработанной лицевой стороной надпись: «Поклонись героям — за эту пядь земли им жизнь пришлось отдать». Табличка с надписью: «Здесь стояла батарея партизанских катюш. ноябрь-декабрь 1943 г.». Слева от памятного знака мемориальная доска, на которой изображены пятиконечная звезда, лавровая ветвь с текстом: «Здесь сражались и героически пали Авдюков П. П. гв. ст. л-т. Асланян П. Г. гв. л-т. Тальский гв. ряд. Пригода гв. ряд. Абесутов гв. ряд. декабрь 1943». | Выявленный объект культурного наследия. Взят на учёт приказом Комитета по охране культурного наследия АР Крым от 16.01.2006 № 1. Объект культурного наследия народов РФ регионального значения. Рег. № 911710919500005 (ЕГРОКН)                        | 44°52′49″ с. ш. 34°23′22″ в. д. | [ 6 ]         |
| После восстановления | Памятник «Штык» на месте командного пункта первой партизанской бригады.                                  | Мемориальная надпись: «Родине отдавшие жизнь — Вам наша память. Партизанам 18, 19, 20 отрядов первой партизанской бригады Северного соединения, павшим в боях за свободу и независимость нашей Родины». Подвергался разрушению вандалами. | Выявленный объект культурного наследия. Взят на учёт приказом Комитета по охране культурного наследия АР Крым от 16.01.2006 № 1. | 44°52′46″ с. ш. 34°23′19″ в. д. | [ 22 ]        |
|                      | Памятный знак в честь партизан-словаков, воевавших в партизанских отрядах с июня 1943 по март 1944 года. | Памятный знак установлен 1976 году комсомольцами цеха № 20 завода телевизоров «Фотон», реконструирован в середине 80-х годов. Выполнен из известняка на цементом растворе в виде стены, сооруженной на основании из выхода природного камня-известняка. Мемориальная доска с текстом на русском и словацком языках: «Здесь героически сражались и погибли братья-словаки Ян Новак; Ян Замечник; Ян Дермен; Франтишек Шмид; Франтишек Сврчек; Штефан Дудашик; Йозей Хоцина; Венделин Новак; Франтишек Бабиц VI 1943 — III 1944». | Выявленный объект культурного наследия. Взят на учёт приказом Комитета по охране культурного наследия АР Крым от 16.01.2006 № 1. С 20 декабря 2016 года Объект культурного наследия народов РФ регионального значения. Рег. № 911710919450005 (ЕГРОКН) | 44°52′47″ с. ш. 34°23′34″ в. д. | [ 6 ]         |
|                      | Памятный знак партизанам севернее горы Буки                                                              | Установлен у лесной дороги на опушке в 1 км севернее горы Буки московскими школьниками следопытами под руководством К. З. Шварца. Бетонная стела, на вершине стилизованный вечный огонь из металла. Надпись: «От имени сердца, от имени жизни повторяем: Вечная слава героям!» «Партизанам Крыма ученики и учителя школы № 856 г. Москва». Металлическая плита с именами партизан украдена вандалами. | Нет данных | 44°51′02″ с. ш. 34°24′04″ в. д. | [ 23 ] [ 24 ] |
|                      | Обелиск на «Зуйской заставе», памятник Клаве Юрьевой                                                     | Установлен комсомольцами Симферопольской швейной фабрики им. Розы Люксембург в мае 1966 года. Подвергался вандализму. В 2014 году был отреставрирован семьёй Стаценко из Симферополя. Четырёхгранная пирамида со звездой. Фото К. Юрьевой, фамилии принявших бой: К. Юрьева, Н. Бороненко, Я. Сакович, В. Поляков, М. Соловьёв, М. Белодед, П. Власюк, С. Куртсеитов, И. Князев, А. Шишкин | Нет данных | 44°50′23″ с. ш. 34°24′03″ в. д. | [ 26 ] [ 27 ] |
|                      | Памятник партизанам 17-го отряда                                                                         | Усечённая пирамида. Надпись: «Вечная Слава героям-партизанам 17 отряда Северного соединения 1941—1944.» | Нет данных | 44°50′17″ с. ш. 34°24′07″ в. д. | [ 28 ]        |